# Байкал-1
73Н6 Байкал — автоматизированная система управления зенитно-ракетной бригады (ракетного полка). Система обеспечивает автоматизированное управление боевыми действиями ПВО.

## Описание
Автоматизированная система управления «Байкал 1-МЭ» разработана ОАО «МНИИПА» (ныне НТЦ «МНИИПА» ОАО «ГСКБ «Алмаз-Антей»).
Производится ОАО «Опытное производство» «ГСКБ Концерна ПВО «Алмаз-Антей».
Система обеспечивает управление:
- 6 зенитными ракетными дивизионами ПВО, оснащенными ЗРК С-300П всех модификаций;
- 4 УБКП войсковой ПВО «Ранжир»;
- 10 ЗРК С-75, С-125 всех модификаций;
- 8 зенитных ракетных полков ПВО, оснащённых ЗРС С-200ВЭ, С-300П всех модификаций, в составе до 24 дивизионов (ЗРК) в любом сочетании;
- 8 зенитных ракетных дивизионов войсковой ПВО, оснащённых ЗРС С-300В, С-300ВМ, ЗРК «Бук-М1-2», «Бук-М2»;
- 3 истребительных авиационных полков (авиабаз), оснащённых комплексами средств автоматизации типа «Рубеж-МЭ»;
- 3 батальонов РЭБ, оснащённых автоматизированными комплексами АКУП-1.